# St. Jakobus der Ältere (Artstetten)

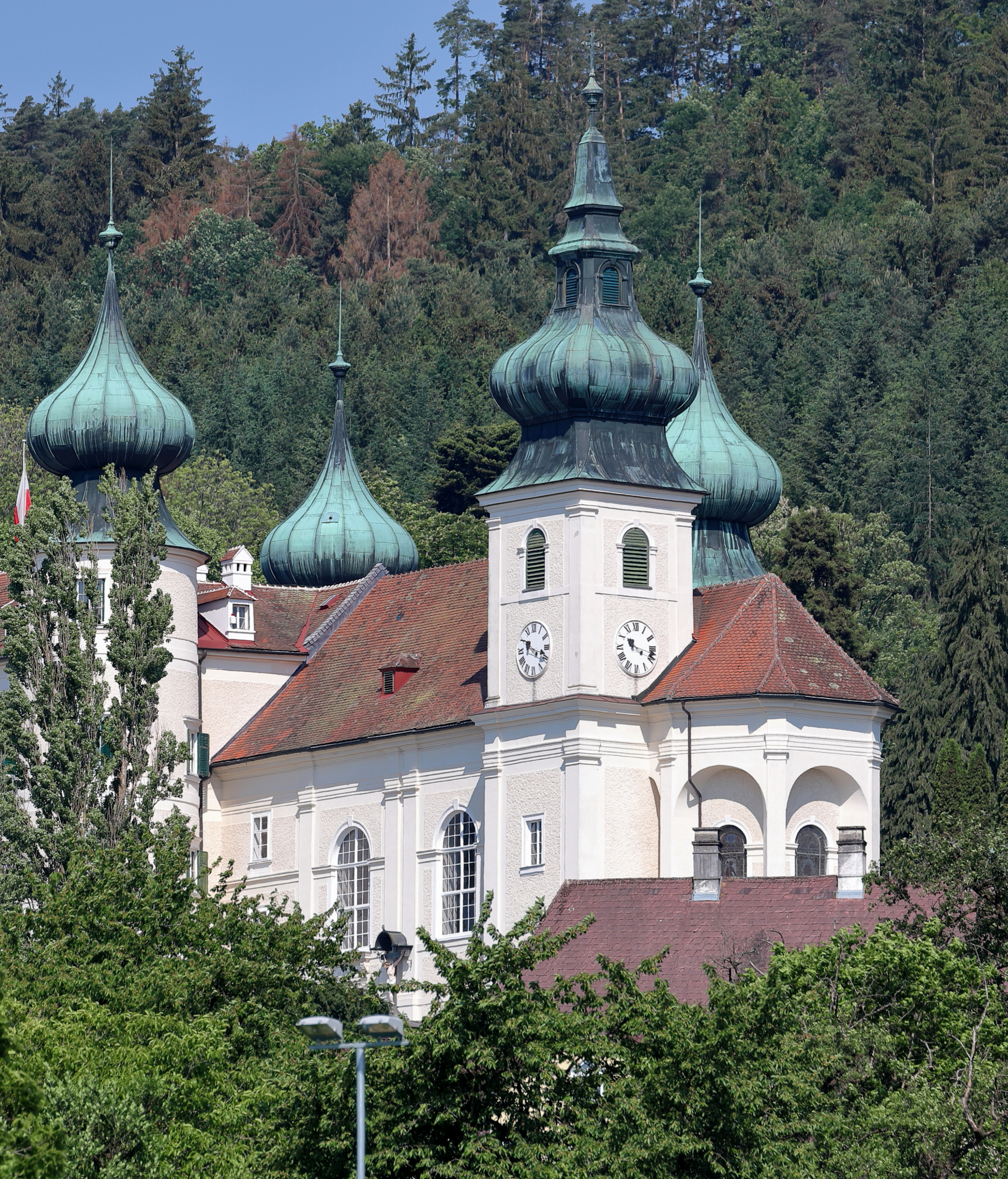
Die Pfarrkirche St. Jakobus und „Schlosskapelle“ des Schlosses Artstetten

St. Jakobus der Ältere ist eine römisch-katholische Pfarrkirche in der niederösterreichischen Gemeinde Artstetten. Die denkmalgeschützte Kirche (Listeneintrag) befindet sich an der Ostseite von Schloss Artstetten und gehört zum Dekanat Maria Taferl. Sie ist durch eine Treppe mit dem tiefer liegenden Markt verbunden. Im Bereich der Kirche befindet sich auch die Gruft der Familie Hohenberg.

## Geschichte
Die ursprünglich frei stehende gotische Bau wurde im 14. Jahrhundert errichtet, 1691–1698 zu einem barocken Saalbau erweitert und im Westen bis zum Schloss verlängert.
1718 wurde Artstetten durch eine Stiftung des Besitzers der Herrschaft, Anton Braun von Rotenhaus, zur Pfarre erhoben, indem er zum Unterhalt des Pfarrers ein Kapital von 6000 Gulden stiftete und den Pfarrhof sowie das Schulhaus errichten ließ. Von 1868 bis 1869 ließ Erzherzog Karl Ludwig die Kirche restaurieren und den Turm mit vier Quanten neu und die großen Kirchenfenster errichten. 1870 erhielt sie vom selben Gönner den Kreuzweg. 1913 erfolgten Umgestaltungen der Kirche im Stil des Historismus.
1909 erteilte Erzherzog Franz Ferdinand, Eigentümer des Schlosses Artstetten, den Auftrag zur Errichtung einer Grablege für sich und seine Familie. Die Gruft wurde unter der Kirche 1909 und 1910 nach den Plänen des Architekten Ludwig Baumann errichtet. Sie wurde 1956 für die Nachkommen des Thronfolgers erweitert und dient bis heute als Gruft der Familie Hohenberg. Genau unterhalb der Kirche befindet sich die Schlossherrengruft, welche von den Nachkommen der Ehe von Anna v. Hohenberg mit Graf Romée de La Poeze d´Harambure renoviert wurde.

## Architektur

### Äußeres
Das Langhaus ist etwa gleich hoch wie das Schloss und durch ein zum Chor abgewalmtes Satteldach gedeckt. Der Chor, mit gotischem Kern, ist dreiseitig geschlossen. Seine gotischen Strebepfeiler wurden beim barocken Umbau zu tiefen, rundbogigen Blendnischen mit vorgelegten Pilastern umgestaltet. Chor und Langhaus weisen eine einheitliche, späthistoristische Fassadengliederung mit einfachen und doppelten Pilastern und mit stark profiliertem Gesims auf. Der Bau ist im Süden durch ein barockes Portal mit Volutensturz zugänglich. Der zweigeschoßige Turm im Südosten hat einen barocken Baukern und rundbogige Schallfenster. Seine Fassade und der bekrönende Zwiebelhelm wurden 1913 geschaffen. Die Kirche wurde 1985 durch die Pfarrgemeinde sowie die Patronatsherrschaft renoviert.

### Inneres
Im Langhaus ruht ein zweijochiges Tonnengewölbe mit Stichkappen auf kräftigen Wandpfeilern mit vorgelegten Pilastern und verkröpftem Kämpfergesims. Darunter erhebt sich eine zweigeschoßige, tonnenunterwölbte Westempore mit dreiteiliger Rundbogenöffnung und einer neobarocken Holzverkleidung von 1911. Hinter dem rundbogigen Triumphbogen liegt leicht erhöht der einjochige Chor, der in der Gliederung dem etwas breiteren Langhaus entspricht. An der Nordwand befindet sich eine bemerkenswert ausdrucksvolle Darstellung Schweißtuch der Veronika aus der Zeit um 1400. Auf einer historistischen Glasmalerei des Jahres 1913 sind die hll. Josef und Karl abgebildet.

## Ausstattung

### Einrichtung

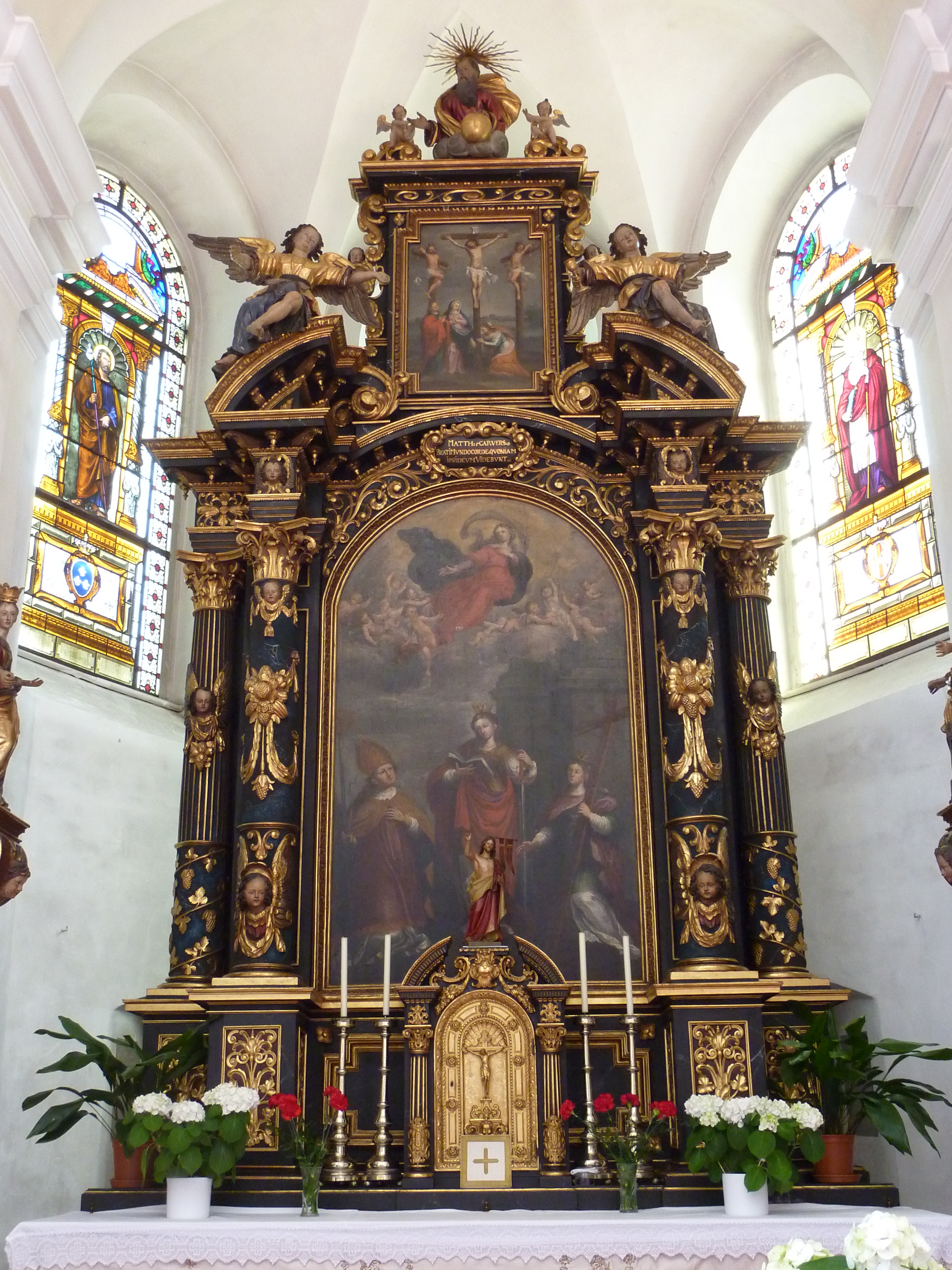
Frühbarocker Säulenaltar

Unter Erzherzog Franz Ferdinand wurden um 1911 die ursprünglichen Altäre entfernt und die Kirche wurde mit museal zusammengetragenen Kunstgegenständen verschiedener Herkunft neu eingerichtet:
- Der frühbarocke Säulenaltar wurde 1659 von Benedikt Faistenberger gebaut und stand ursprünglich in der Katharinenkirche von Kitzbühel. Er hat einen Aufbau mit gesprengtem Giebel und reichem, spätmanieristischem Dekor. Am Altarblatt ist die Himmelfahrt Mariens mit den Heiligen Barbara, Leodegar und Kaiserin Helena abgebildet; am Oberbild Golgota, bekrönt von einer Dreifaltigkeitsgruppe. Seitenfiguren auf Konsolen an der Chorwand zeigen die Heiligen Katharina und Barbara.
- Die neobarocke Marmormensa, das Tabernakel und das Speisegitter entstammen einem Entwurf von Julius Kubik und wurden 1915 geweiht.
- Die zwei einander entsprechenden, frühbarocken Seitenaltäre sind bayerische Knorpelwerkaltäre mit gedrehten Säulen aus der Zeit um 1670 und wurden 1911 aufgestellt. Das linke Altarblatt zeigt eine spätmanieristische Darstellung der Beweinung und hat ein ovales Oberbild Heilung des Lahmen. Der Altar verfügt über Seitenfiguren der hll. Leopold und Jakobus. Auf der Mensa steht die Kopie einer gotischen Madonnenfigur. Am rechten Altarblatt, bezeichnet mit „Johann Martin Schmidt“, ist die Kreuzigung Petri dargestellt. Das Oberbild stammt aus dem Jahr 1670 und zeigt die Epiphanie.
- Die neobarocke Kanzel stammt aus 1911/1915. Aus der Zeit um 1700 stammen die frühbarocken Kirchenbänke und aus der ersten Hälfte des 18. Jahrhunderts das Taufbecken aus Marmor.
- An der Nordseite des Langhauses ist ein barockes Marmorportal aus Istrien eingemauert. Dieses stammt aus der zweiten Hälfte des 17. Jahrhunderts und hat im gesprengten Giebel ein von Putten getragenes Flammenherz.
- In dem zu einer Vitrine umgestalteten Torbogen befindet sich eine Stola Papst Leos XIII. Diese Stola wird auf Grund von Schutzmaßnahmen im Pfarrhof aufbewahrt. Sie wurde durch eine Statue zur Erinnerung an den Orden der Salesianer ersetzt.
- Die Kirche verfügt über mehrere Skulpturen aus unterschiedlichen Epochen. Dazu zählen eine Kreuzigungsgruppe mit Maria und Johannes über dem Triumphbogen aus der Zeit um 1770, Darstellungen der hll. Johannes und Sebastian am Chorbogen (1. Viertel 18. Jh.) sowie eine Herz-Jesu-Figur unter neubarockem Baldachin nach einem Entwurf von Franz Kubrik aus der Zeit um 1911.
- Zu den zahlreichen Leinwandbildern gehören das ehemalige Hochaltarbild Hl. Jakobus in der Maurenschlacht (Johann Martin Schmidt, 1788), ehemalige Seitenaltarbild desselben Künstlers (1772), drei Darstellungen aus dem Leben Jesu aus dem 18. Jahrhundert, zwei flämische Ölbilder (Die Israeliten in der Wüste und Moses und Aaron) aus der Mitte des 17. Jahrhunderts, zwei spätbarocke Ovalbilder (Antonius von Padua und Aloysius) aus dem 18. Jahrhundert, zwei Heiligenporträts in Kartuschenrahmung (Johannes Nepomuk und Florian) aus dem 18. Jahrhundert, Bilder der Hl. Familie und der hl. Katharina aus dem 18. Jahrhundert sowie zwei einander entsprechende Bruderschaftsbilder über dem Triumphbogen (Bürger und Adelige vor Christus und Kleriker vor Maria) aus der zweiten Hälfte des 18. Jahrhunderts in Rokokorahmen.
- Bemerkenswert ist eine barocke Vortragestange der Bäckerzunft. Sie weist eine kunstvolle Schnitzerei der Heiligen Maria und Elisabeth unter ornamentalem Baldachin auf. Zunftzeichen und Bandlwerkornament am Schaft sind vermutlich augsburgisch und stammen aus dem ersten Viertel des 18. Jahrhunderts. Zwei weitere Vortragestangen zeigen die Heiligen Eligius und Florian.
- Zur weiteren Ausstattung zählen eine Grabplatte am Chor (Pfarrer Antonius Hofmann, † 1770) und zwei Glocken von Johann Georg Fielgrader aus dem Jahr 1792.

### Orgel

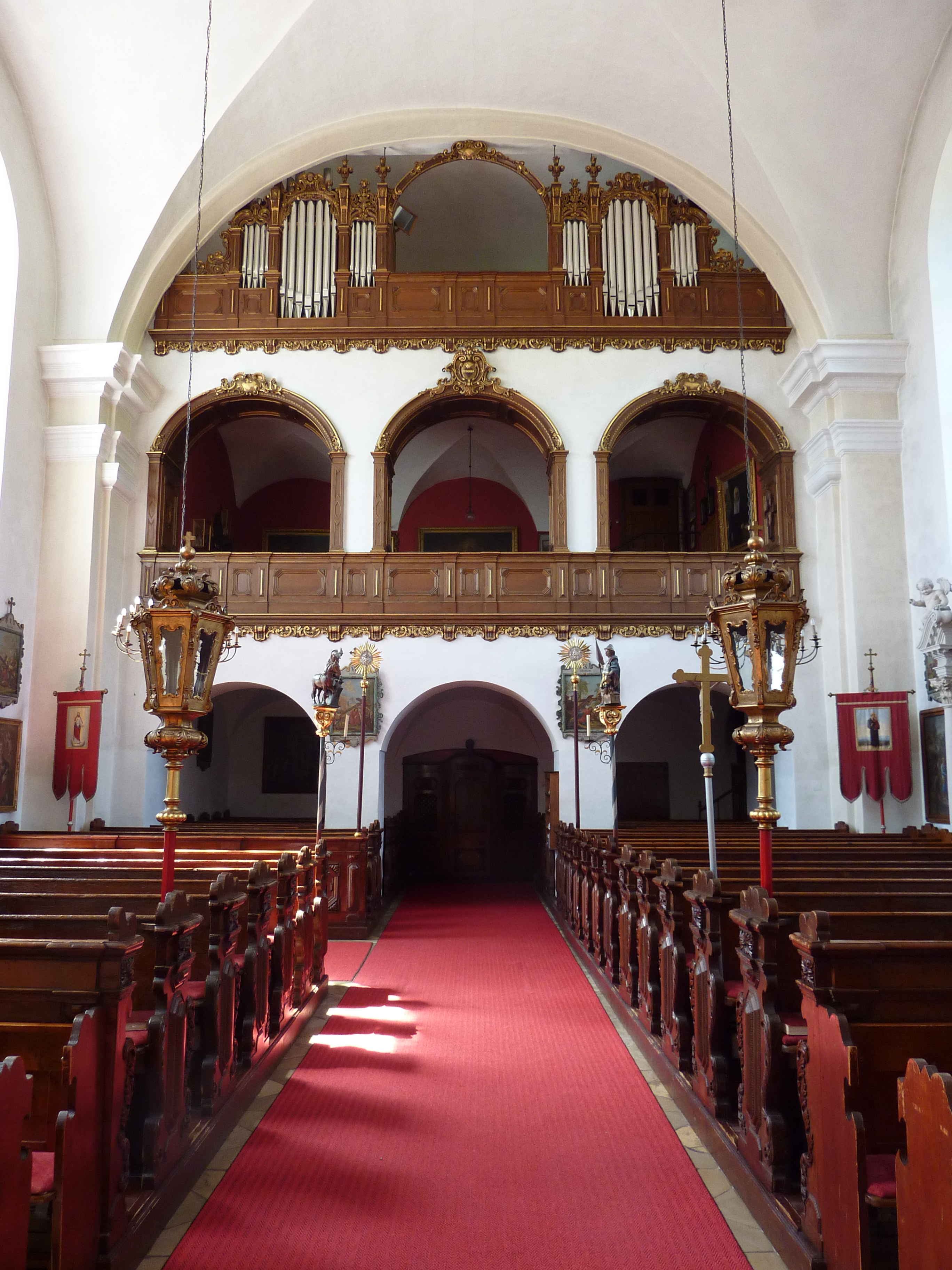
Bet- und Musikempore
Gestaltung seit 1911

Die erste Orgel stammte aus dem Jahr 1789 und war vermutlich von einem bürglichen Orgelbauer aus Krems (Gatto?) geschaffen worden.
Im Jahr 1897 wurde eine neue pneumatische Orgel von Franz Capek aus Krems eingebaut und auf der Betempore aufgestellt, aber 1911 über dieser eine Musikempore eingezogen. Als man im Zuge dessen die Orgel auf die Musikempore hochsetzte kam es zu einem schweren Unfall, bei dem zwei Monteure der Firma Capek abstürzten und schwere Kopfverletzungen davontrugen.
Am 26. November 2000 wurde eine neue Orgel von Josef Diethard Pemmer aus Purk bei Kottes eingeweiht. Das Schleifladen-Instrument hat 13 Register auf zwei Manualwerken und Pedal. Die Spiel- und Registertrakturen sind mechanisch.
| I Hauptwerk C–g3 |    |
| Prinzipal        | 8′ |
| Gedackt          | 8' |
| Oktav            | 4' |
| Sesquialtera II  |    |
| Superoktav       | 2′ |
| Mixtur III–IV    |    |
| Trompete         | 8' |

| II Nebenwerk C–g3 |    |
| Bordun            | 8′ |
| Viola da Gamba    | 8' |
| Rohrflöte         | 4′ |
| Prinzipal         | 2' |

| Pedal C–f1 |     |
| Subbass    | 16′ |
| Oktavbass  | 8'  |

- Koppeln: II/I, I/P, II/P

## Grüfte
Unter der Pfarrkirche befinden sich zwei Grüfte: die Hohenberg'sche Familiengruft und die Schlossherrengruft.

### Hohenberg’sche Familiengruft

#### Geschichte
1909 erteilte Erzherzog Franz Ferdinand den Auftrag zur Errichtung der Hohenberg’schen Familiengruft für zwölf Särge unter dem Vorplatz der Pfarrkirche. Zum einen hatte seine Frau Sophie 1908 einen totgeborenen Sohn zur Welt gebracht, dessen Sarg als erster hier bestattet wurde. Zum anderen war abzusehen, dass seine Frau wegen ihrer aus Sicht des Kaisers unstandesgemäßen Herkunft nicht in der Kapuzinergruft bestattet werden konnte. Auf Wunsch Franz Ferdinands wurde daher eine Gruft unter der Schloss- und Pfarrkirche errichtet, wo er und seine Frau 1914 auch bestattet wurden.
1917 ließ der Vormund ihrer Kinder die Gruft umgestalten, wobei die bisher am Boden des Gruftraums stehenden metallenen Särge des Ehepaars in Marmorsarkophage gestellt wurden. Der Kindersarg ihres 1908 tot geborenen Sohnes fand seinen Platz in einer darüber liegenden kleinen Wandnische, die mittels einer halbkreisförmigen Platte mit Relief verschlossen ist.
1955/56 wurde die Gruft nach dem Tod von Ernst Hohenberg unter dem Kirchturm und der Schloss-Südterrasse erweitert. Diese sowie der Vorplatz der Kirche wurden 1985 renoviert. Heute sind neben den beiden Söhnen und ihren Frauen auch mehrere Enkel Erzherzog Franz Ferdinands hier beigesetzt.

#### Beschreibung

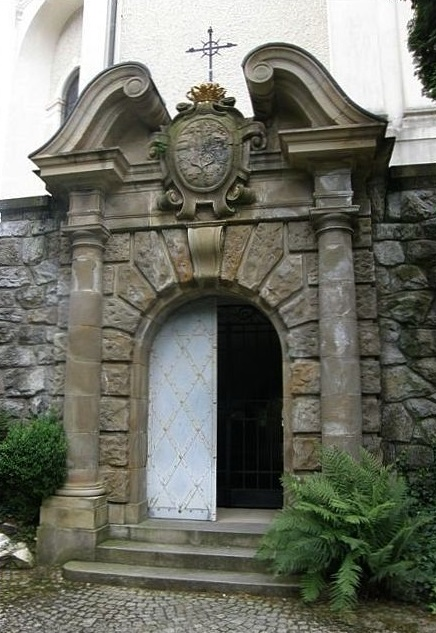
Eingangsportal zur Hohenberg-Familiengruft an der Nordseite von Schloss und Pfarrkirche

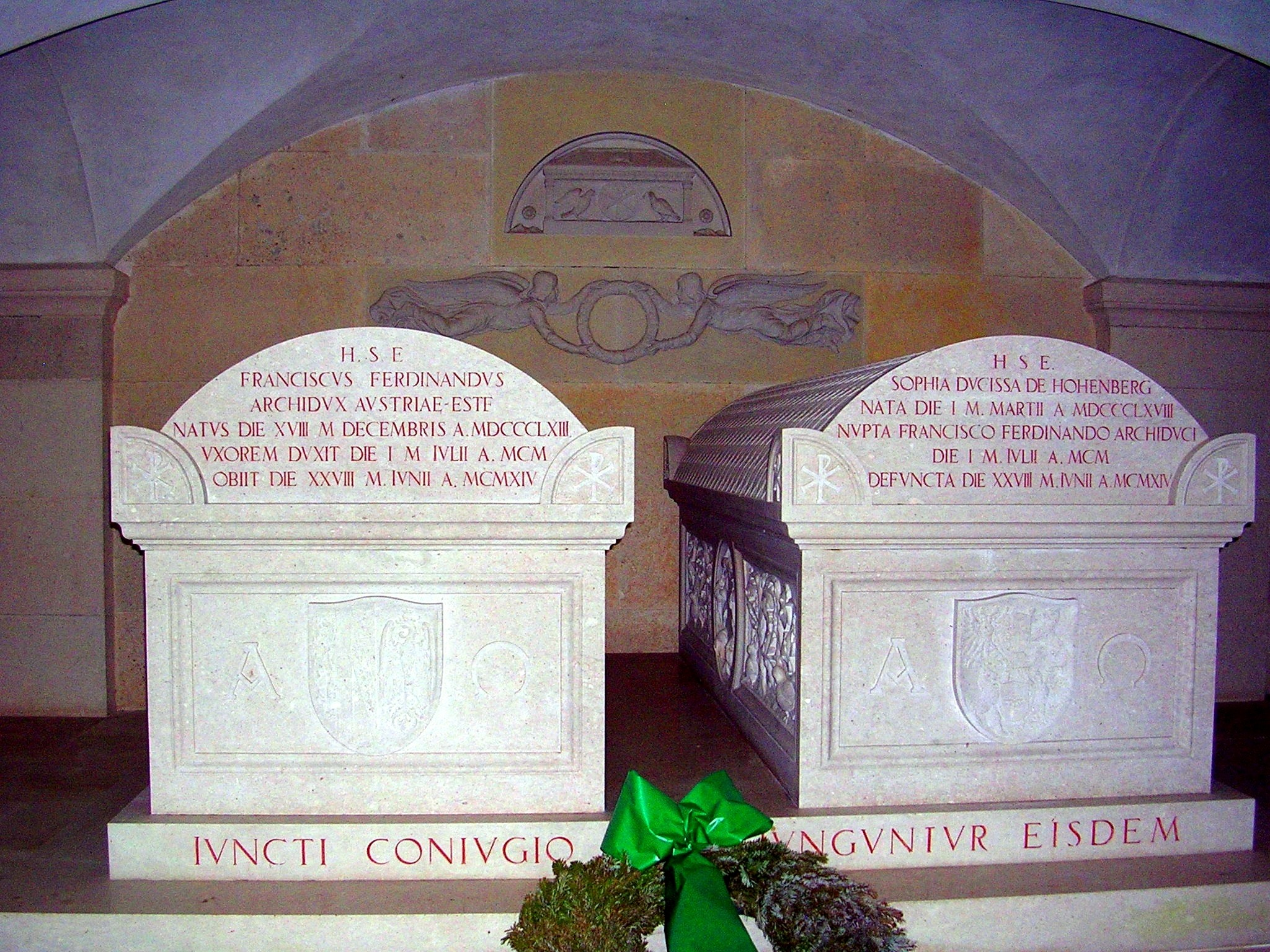
Alte Gruft mit Sarkophagen von Erzherzog Franz Ferdinand und seiner Frau Sophie sowie ihres in einer kleinen Nische oberhalb bestatteten Sohnes (*/† 1908)

Die Hohenberg'sche Familiengruft hat zwei Zugänge: einerseits eine Gruftplatte aus Granit vor den Stufen zum  Altarraum der Pfarrkirche, und andererseits durch ein Portal an der Nordseite jener Terrasse, auf der die Pfarrkirche und das Schloss stehen. Durch dieses Portal, das im Renaissancestil gestaltet ist und das Wappen Erzherzog Franz Ferdinands trägt, gelangt man zunächst an eine Eisengittertür, welche den von Norden nach Süden verlaufenden Hauptgang der Gruft abschließt und deren Schlüssel im Schlossmuseum entlehnt werden kann.
Der ältere Teil der Gruft besteht aus zwei tonnengewölbten Räumen, die sich links und rechts des von Norden nach Süden verlaufenden Hauptganges befinden. Der westliche Raum liegt direkt unterhalb der Gruftplatte vor den Stufen zum  Altarraum der Pfarrkirche und enthält neben den Marmorsarkophagen mit den konservierten Leichnamen von Erzherzog Franz Ferdinand und Herzogin Sophie auch den in einer kleinen Wandnische oberhalb vermauerten Sarg ihres 1908 tot geborenen Sohnes. Am gemeinsamen Sockel der beiden Marmorsarkophage steht eine lateinische Inschrift, welche übersetzt „Verbunden durch das Band der Ehe, vereint durch das gleiche Geschick“ lautet. Der gegenüber liegende östliche Raum befindet sich in etwa unterhalb des Hochaltars der Pfarrkirche und ist mit einem kleinen Altar und einigen Kirchenbänken als Kapelle eingerichtet.
Folgt man dem Hauptgang der Gruft weiter nach Süden, so passiert man den Durchstich unter dem Kirchturm und erreicht schließlich den 1955/56 errichteten neuen Gruftraum unterhalb der Südseite jener Terrasse, auf der die Pfarrkirche und das Schloss stehen. Der geräumige, dreischiffige Raum enthält an der West- und Ostseite jeweils zwölf, in einer Doppelreihe angeordnete Sargwandnischen. An der Nordseite des Raumes stehen die vier weißen Marmorsarkophage der beiden Söhne Erzherzog Franz Ferdinands und ihrer Frauen, wobei die Inschriften auf den Sarkophagen von Herzog Max († 1962) und Herzogin Elisabeth († 1993) in lateinischer, die Inschriften auf den Sarkophagen von  Fürst Ernst († 1954) und Fürstin Marie-Therese († 1985) in deutscher Sprache verfasst sind.

#### Bestattete Personen
Alte Gruft, Marmorsarkophage:

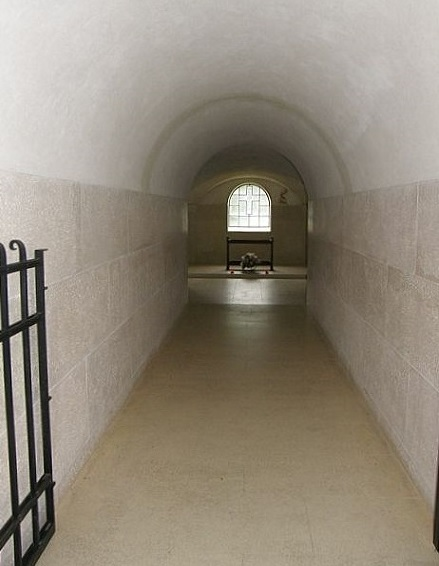
Verbindungsgang von der Alten zur Neuen Gruft

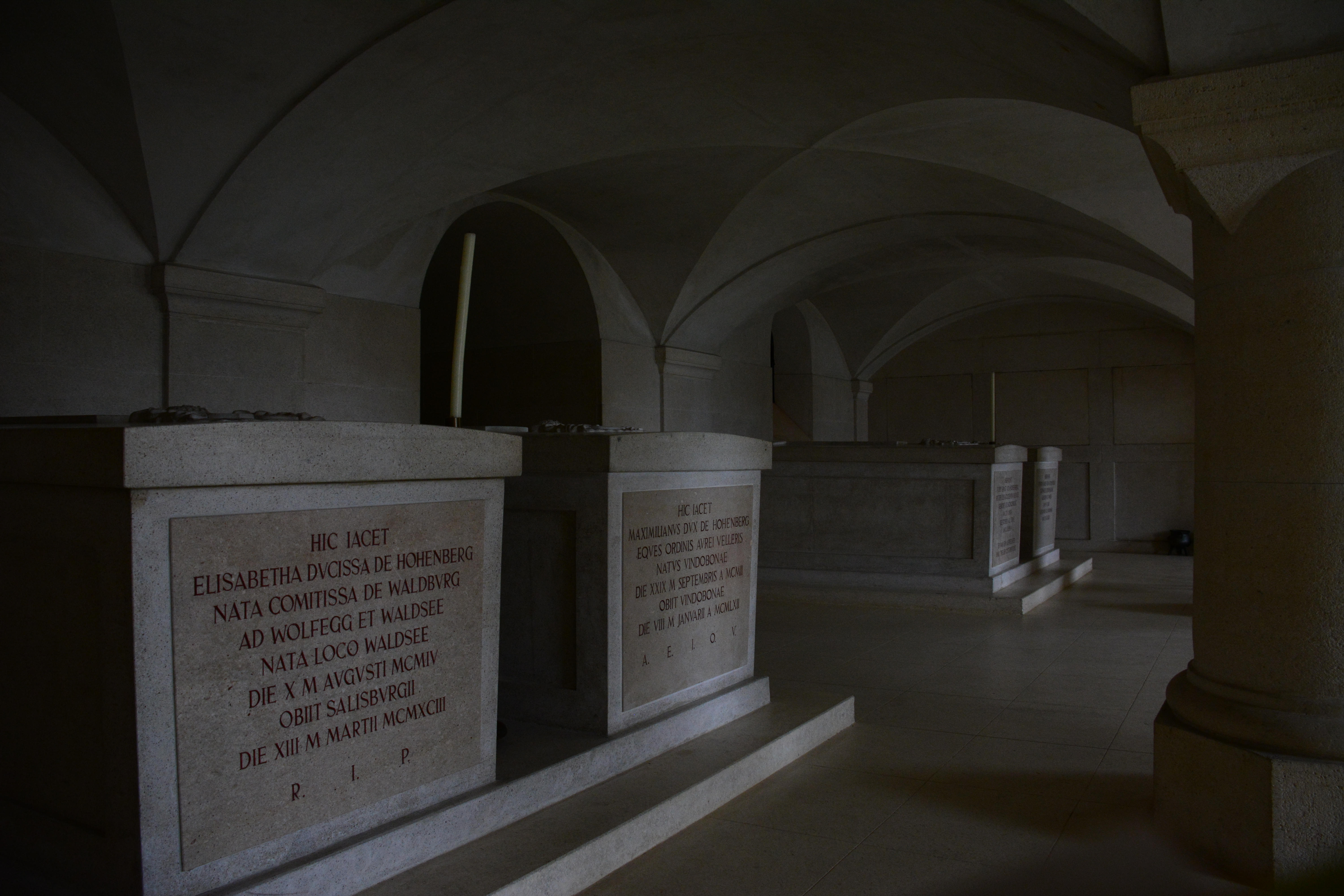
Neue Gruft mit den Sarkophagen der beiden Söhne Erzherzog Franz Ferdinands und ihrer Gemahlinnen

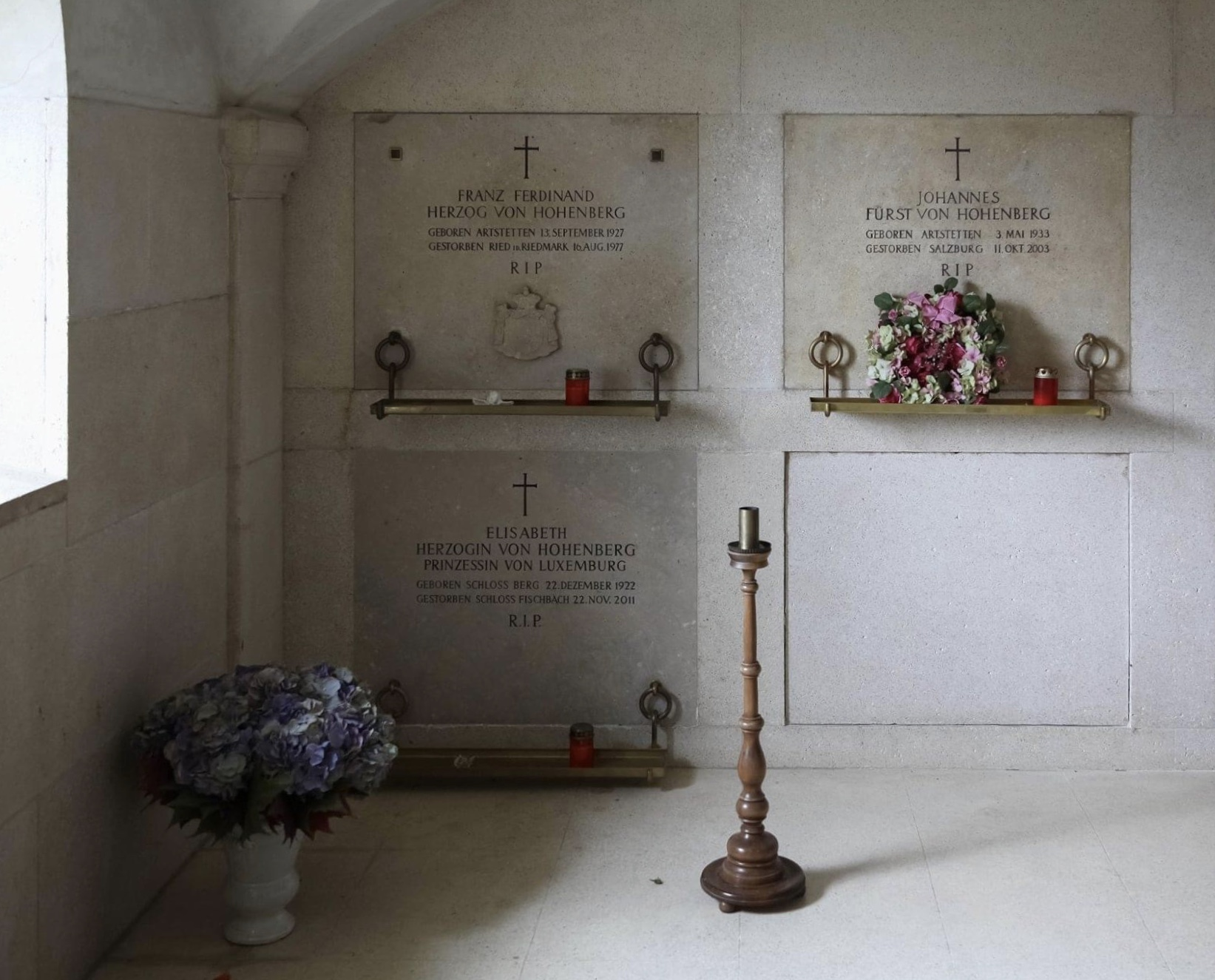
Neue Gruft, Sargnischen in der Westwand (südliches Ende)

- Erzherzog Franz Ferdinand von Österreich-Este (1863–1914)  –  Sohn Erzherzog Karl Ludwigs
- Herzogin Sophie von Hohenberg (1868–1914)  –  Gemahlin Erzherzog Franz Ferdinands

Alte Gruft, Sargnische in der Westwand:
- totgeborenes Kind (*/† 1908) –  Sohn von Erzherzog Franz Ferdinand und Herzogin Sophie

Neue Gruft, Marmorsarkophage (östliches Paar):
- Fürst Ernst von Hohenberg (1904–1954) –  Sohn von Erzherzog Franz Ferdinand und Herzogin Sophie
- Fürstin Marie-Therese, geb. Wood (1910–1985) –  Gemahlin  von Fürst Ernst

Neue Gruft, Marmorsarkophage (westliches Paar):
- Herzog Max von Hohenberg (1902–1962) –  Sohn von Erzherzog Franz Ferdinand und Herzogin Sophie
- Herzogin Elisabeth, geb. von Waldburg zu Wolfegg und Waldsee (1904–1993) –  Gemahlin  von  Herzog Max

Neue Gruft, Sargnischen in der Ostwand:
- Fürst Franz Ferdinand von Hohenberg (1937–1978) –  Sohn von Fürst Ernst
- Fürstin Heide, geb. Zechling (1941–2015) –   Gemahlin von Fürst Franz Ferdinand
- Fürst Ernst Georg von Hohenberg (1944–2023) –  Sohn von Fürst Ernst
- 9 leere Nischen

Neue Gruft, Sargnischen in der Westwand:
- Herzog Franz Ferdinand von Hohenberg (1927–1977) –  Sohn von Herzog Max
- Herzogin Elisabeth, geb. Prinzessin von Luxemburg (1922–2011) –  Gemahlin von Herzog Franz Ferdinand
- Fürst Johannes von Hohenberg (1933–2003) –  Sohn von Herzog Franz Ferdinand
- leere Nische  für Fürstin Elisabeth, geb. Meilinger-Rehrl  (* 1944) –  Gemahlin von Fürst Johannes
- Fürst Gerhard von Hohenberg (1941–2019) –  Sohn von Herzog Franz Ferdinand
- Herzog Georg von Hohenberg (1929–2019) –  Sohn von Herzog Franz Ferdinand
- leere Nische  für Herzogin Eleonore, geb. von Auersperg-Breunner (* 1928) –   Gemahlin von Herzog Georg
- Fürst Albrecht von Hohenberg (1931–2021) –  Sohn von Herzog Franz Ferdinand
- leere Nische  für Fürstin Leontine, geb. von Cassis-Faraone (* 1933) –  Gemahlin von Fürst Albrecht
- 3 weitere leere Nischen

### Schlossherrengruft
Die alte Schlossherrengruft, welche sich unmittelbar unter der Pfarrkirche befindet, ist den Nachkommen aus der Ehe von Anita Hohenberg mit Graf Romée de La Poeze d´Harambure gewidmet. Der Zugang zur Schlossherrengruft befindet sich im Mittelgang der Pfarrkirche, etwa auf halbem Weg zwischen den Emporen und dem Altarraum.